# Euxoa falerina
Euxoa falerina là một loài bướm đêm trong họ Noctuidae.